# Dan Cristea
Dan Cristea (Bușteni, 2 febbraio 1949) è un ex sciatore alpino rumeno.

## Biografia
Sciatore polivalente, Cristea ai X Giochi olimpici invernali di Grenoble 1968, suo esordio olimpico, si classificò 62º nella discesa libera, 49º nello slalom gigante, 25º nello slalom speciale e 17º nella combinata, disputata in sede olimpica ma valida solo ai fini dei Mondiali 1968; quattro anni dopo agli XI Giochi olimpici invernali di Sapporo 1972 si piazzò 39º nella discesa libera, 26º nello slalom gigante e non completò lo slalom speciale. Ai Mondiali di Sankt Moritz 1974 fu 58º nella discesa libera, 42º nello slalom gigante, 15º nello slalom speciale e 10º nella combinata e ai XII Giochi olimpici invernali di Innsbruck 1976, sua ultima presenza olimpica, si classificò 49º nella discesa libera, 45º nello slalom gigante, 34º nello slalom speciale e 15º nella combinata, disputata in sede olimpica ma valida solo ai fini dei Mondiali 1976. Gareggiò anche in Coppa del Mondo, senza ottenere piazzamenti di rilievo.